# Мирзошоев, Султан Шарипович
Султан Шарипович Мирзошоев (тадж. Султон Мирзошоев; 9 января 1932, кишлак Гар-Гара Дангаринского района, Кулябская область, Таджикская ССР, СССР — 7 июня 2016, Душанбе, Таджикистан) — советский и таджикский партийный и государственный деятель, первый секретарь ЦК ЛКСМ Таджикистана (1960—1961), министр культуры Таджикской ССР (1979—1987), кинокритик, писатель.

## Биография

### Образование
В 1963 окончил исторический факультет Кулябского педагогического института.
В 1966 окончил Высшую партийную школу при ЦК КПСС.

### Трудовая деятельность
- 1946—1951 гг. — старший пионервожатый, учитель начальной школы, заведующий школьным отделом райкома комсомола Дангаринского района;
- 1953—1954 гг. — инспектор, заместитель заведующего отделом народного образования города Куляба;
- 1957—1959 гг. — первый секретарь Кулябского горкома комсомола;
- 1959—1960 гг. — второй секретарь Аральского райкома Компартии Таджикистана;
- 1960—1961 гг. — первый секретарь ЦК ЛКСМ Таджикистана;
- 1961—1964 гг. — первый секретарь Восейского райкома Компартии Таджикистана; 1966—1967 годы — инспектор отдела парторганизаций ЦК КП Таджикистана;
- 1967—1973 гг. — председатель Государственного Комитета по кинематографии Таджикистана;
- 1973—1979 гг. — постоянный представитель Совета Министров Таджикистана при Совете Министров СССР (Москва);
- 1979—1987 гг. — министр культуры Таджикистана;
- 1987—1988 гг. — начальник Управления по иностранному туризму при Совете Министров Таджикистана;
- 1988—1990 гг. — председатель Общества дружбы и культурных связей с зарубежными странами;
- 1990—1991 гг. — первый секретарь Кулябского областного комитета Компартии Таджикистана;
- 1993—1994 гг. — руководитель аппарата главы президента Республики Таджикистан;
- 1995—1998 гг. — вице-президент АО «Интурист Таджикистана»;
- 1998—2007 гг. — директор Государственного комплекса «Кохи Вахдат» исполнительного аппарата Президента Республики Таджикистан.

## Литературная деятельность
Автор книг:
- «Борис Кимягаров» (1971)
- «Путь таджикского кино» (1972)
- «Возвращение памяти» (1988)
- «Пути-дороги» (1989)
- «Миротворец» (соавтор, 2009)
- «Между двумя реками» (мемуары, 2009)

Автор статей о проблемах таджикского кинематографа в журналах «Памир», «Садои Шарк», периодической прессе (1969—1981). Член Союза кинематографистов СССР (1968), член Союза писателей Таджикистана (2002).

## Награды
- Два ордена Трудового Красного Знамени
- Орден «Знак Почёта»
- Орден Дружбы (2002)
- Медаль «30 лет Победы над Германией»
- Заслуженный работник культуры Таджикской ССР (1982)
- Медаль «В ознаменование 100-летия со дня рождения Владимира Ильича Ленина» (1970)
- Медаль «За трудовую доблесть»
- пять почетных грамот Президиума Верховного Совета Таджикистана